# Nufăru
Nufăru – wieś w Rumunii, w okręgu Tulcza, w gminie Nufăru. W 2011 roku liczyła 969 mieszkańców.